# Naturschutzgebiet Brauke (Kierspe)
Das Naturschutzgebiet Brauke ist ein 7,03 ha großes Naturschutzgebiet (NSG) südöstlich vom Dorf Höhlen in der Gemeinde Kierspe im Märkischen Kreis in Nordrhein-Westfalen. Das NSG wurde 2003 vom Kreistag des Märkischen Kreises mit dem Landschaftsplan Nr. 7 Kierspe ausgewiesen. Das NSG liegt direkt an der Stadtgrenze zu Meinerzhagen und dem dortigen, gleichnamigen Naturschutzgebiet.

## Gebietsbeschreibung
Bei dem NSG handelt es sich um einen Quellbereich und um Grünland. Nass- und Feuchtgrünland prägt das Grünland. Es befinden sich naturnahe Bachläufe mit
ihren begleitenden Ufergehölzen im NSG.

## Schutzzweck
Das Naturschutzgebiet wurde zur Erhaltung und Entwicklung eines Quellbereichs und Grünland und als Lebensraum gefährdeter Tier- und Pflanzenarten ausgewiesen. Wie bei anderen Naturschutzgebieten in Deutschland wurde in der Schutzausweisung darauf hingewiesen, dass das Gebiet „wegen der landschaftlichen Schönheit und Einzigartigkeit“ zum Naturschutzgebiet wurde.